# Harry Kümel
Harry Kümel (Anversa, 27 gennaio 1940) è un regista, sceneggiatore e direttore della fotografia belga.

## Biografia
Nato ad Anversa nel 1940, è conosciuto fuori dai confini nazionali soprattutto per due eleganti horror gotici: La vestale di Satana, un originale film sui vampiri interpretato nel 1971 da Delphine Seyrig, una delle muse egerie del cinema francese, e, dell'anno successivo, per Malpertuis, un'opera labirintica, interpretata, tra gli altri, da Orson Welles. Nella sua carriera, tra cinema e tv, ha diretto una trentina di film e di documentari, scrivendo circa una ventina di sceneggiature. Occasionalmente, è apparso sullo schermo anche in veste di attore.
Kümel è stato documentarista, regista televisivo, teatrale e lirico. Ha insegnato alla Nederlandse Film en Televisie Academie, per ritirarsi nel 2005.

## Filmografia

### Regista
- Monsieur Hawarden (1968)
- La vestale di Satana (Les Lèvres rouges) (1971)
- Malpertuis (1971)
- Repelsteeltje (1973)
- De komst van Joachim Stiller (1976)
- Het verloren paradijs (1978)
- The Secrets of Love (1986)
- Eline Vere (1991)
- Story of a Metamorphosis, episodio del film Europe - 99euro-films 2 (2003)

### Sceneggiatore
- La vestale di Satana (Les Lèvres rouges), regia di Harry Kümel (1971)
- Tre adorabili viziose
- De komst van Joachim Stiller
- Het verloren paradijs
- Draadvariaties

### Attore
- All'ombra del delitto (La Rupture), regia di Claude Chabrol (1970)